# La tempesta
„La tempesta” (Олуја) је италијанско-француско-југословенски филм први пут приказан 1. децембра 1958. године. Режирао га је Алберто Латуада а сценарио је написан по делу Александра Пушкина.

## Улоге
| Глумац                   | Улога             |
| ------------------------ | ----------------- |
| Агнес Мурхед             | Василиса Миронова |
| Невенка Микулић          | Акулина           |
| Миливоје Живановић       |                   |
| Јован Гец                | Капетан Димитри   |
| Никша Стефанини          | Белобородов       |
| Јанез Врховец            | Соколов           |
| Миливоје Поповић Мавид   |                   |
| Милутин Јаснић           | Баширо            |
| Марија Црнобори          |                   |
| Драгомир Фелба           |                   |
| Петар Обрадовић          |                   |
| Мирко Срећковић          |                   |
| Младен Млађа Веселиновић |                   |
| Стојан Столе Аранђеловић | Сељак             |
| Милан Босиљчић           |                   |
| Радмило Ћурчић           |                   |
| Предраг Милинковић       |                   |
| Милан Срдоч              | Сељак             |